# Ёган
Ёган (устар. Юган) — река в Шурышкарском районе Ямало-Ненецкого АО. Устье находится в протоке Вылью реки Малая Обь у северной окраины села Мужи. Длина реки 13 км, значительный левый приток Овынгсоим.

## Данные водного реестра
По данным государственного водного реестра России относится к Нижнеобскому бассейновому округу, водохозяйственный участок реки — Обь от впадения реки Северная Сосьва до города Салехард, речной подбассейн реки — бассейны притоков Оби ниже впадения Северной Сосьвы. Речной бассейн реки — (Нижняя) Обь от впадения Иртыша.